# The Notorious Byrd Brothers
The Notorious Byrd Brothers — музичний альбом гурту The Byrds. Виданий 3 січня 1968 року лейблом Columbia/Legacy. Загальна тривалість композицій становить 28:28. Альбом відносять до напрямку психоделічний рок.

## Список пісень
1. «Artificial Energy» — 2:18
2. «Goin' Back» — 3:26
3. «Natural Harmony» — 2:11
4. «Draft Morning» — 2:42
5. «Wasn't Born to Follow» — 2:04
6. «Get to You» — 2:39
7. «Change Is Now» — 3:21
8. «Old John Robertson» — 1:49
9. «Tribal Gathering» — 2:03
10. «Dolphin's Smile» — 2:00
11. «Space Odyssey» — 3:52